# Clemente Lampioni

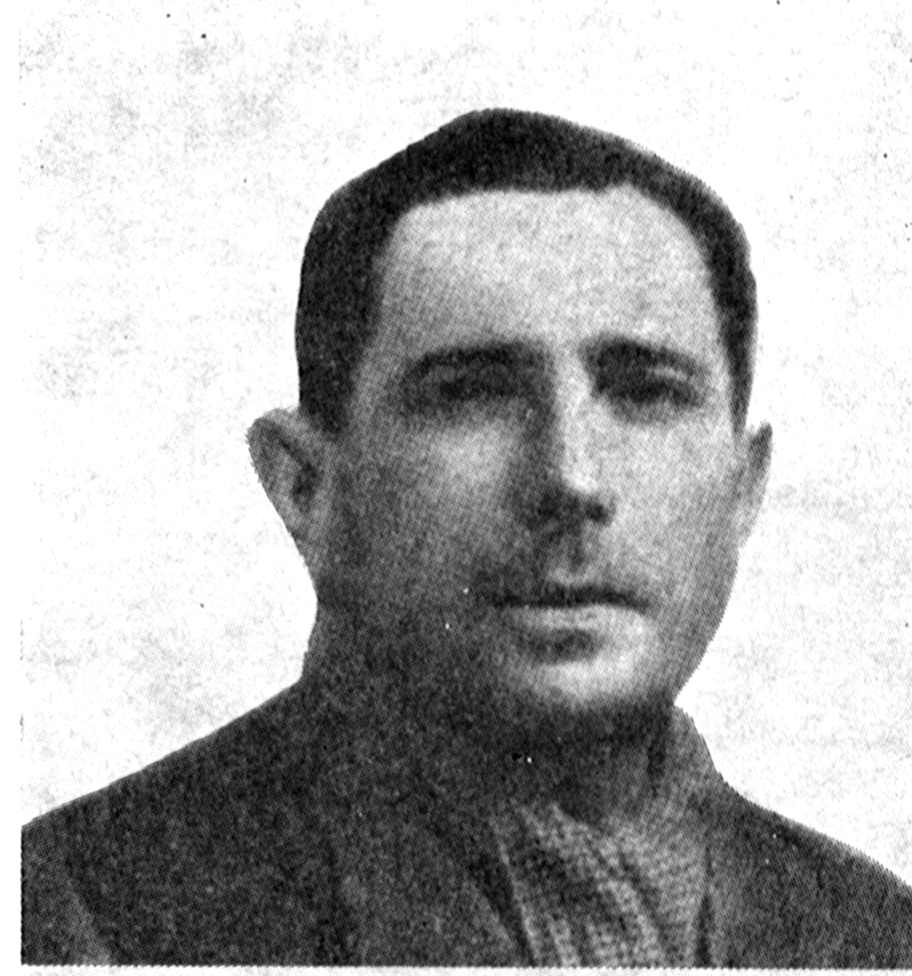
Clemente Lampioni "Pino"

Clemente Lampioni, noto anche con lo pseudonimo di Pino, (Legnaro, 8 agosto 1904 – Padova, 17 agosto 1944), è stato un partigiano italiano, impiccato per rappresaglia insieme al dottore Flavio Busonera ed Ettore Calderoni nell'agosto 1944 in via Santa Lucia a Padova dai soldati nazifascisti.

## Biografia
Clemente Lampioni nacque a Legnaro l’8 agosto 1904. Dopo essere emigrato in Francia, nel 1937 si trasferì a Granze di Vescovana dove entrò a far parte della banda criminale Bedin - fondata nel 1936 dal fuorilegge monselicense Giuseppe Bedin e operante a Bassano, Adria, Monza e Milano - dedita al mercato nero, a rapine con alcuni omicidi addebitati Nel 1939, la banda fu sgominata ed il Bedin giustiziato. Lampioni che nel frattempo era diventato, insieme con Ottorino Cartini, uno dei due vicecapi, fu arrestato, processato e condannato a 21 anni di carcere. Tradotto nel carcere di Ancona vi rimase fino al 1943 quando, a causa di un bombardamento che colpì il carcere, poté fuggire. Tornato a Padova, entrò in contatto con i comunisti locali, che lo accettarono e prese la via della montagna dove si aggregò ai partigiani col nome di battaglia “Pino”. Amerigo Clocchiatti, dirigente comunista e commissario politico della divisione “Garibaldi” criticò tale decisione, temendo che il movimento partigiano fosse accusato di essere il proseguimento della Banda Bedin.

### La Resistenza
Clemente Lampioni iniziò la sua attività da partigiano nell'Alto Vicentino, a Recoaro Terme, nella zona montana compresa tra la Valle dell'Agno e la Valle del Chiampo. Unitosi al distaccamento "Fratelli Bandiera" - nato nel gennaio del 1944 nei pressi del Monte Spitz - da subito si guadagnò la fiducia dei compagni, nonostante fosse considerato un sorvegliato speciale per il suo passato criminoso nella banda Bedin. Grazie a questo suo ascendente e alle sue capacità - dimostrate anche nel rastrellamento di Malga Campetto del febbraio 1944 dove i partigiani riuscirono a sfuggire ai nazifascisti senza subire perdite - Clemente Lampioni si guadagnò la fiducia del comandante Raimondo Zanella "Giani" che gli affidò il comando di una pattuglia partecipando così a perlustrazioni, pattugliamenti e azioni. Dopo i rastrellamenti di fine marzo, col conseguente scompaginamento del distaccamento "Fratelli Bandiera" e il ritorno di "Giani" nel padovano, Clemente Lampioni prese in mano le redini del gruppo e, con l'aiuto di Luigi Pierobon "Dante", riuscì a riorganizzare la resistenza armata nelle valli dell'Agno e del Chiampo. Nei mesi che vanno dal marzo al luglio, oltre che della riorganizzazione e gestione del distaccamento, Lampioni dovette occuparsi della difficile convivenza con Giuseppe Marozin "Vero" e la sua banda di partigiani - nata da una scissione interna al "Fratelli Bandiera" dopo i rastrellamenti di fine marzo - in particolare per il mancato riconoscimento da parte di Marozin dell'autorità del Comitato di Liberazione Nazionale Alta Italia. Il 17 maggio 1944, con la nascita della XXX Brigata Garibaldi "Ateo Garemi", Lampioni divenne commissario politico del battaglione "Stella", comandato da "Dante" e attivo sui monti del veronese e di Recoaro. Nel luglio del 1944, Lampioni venne dislocato nella zona del Basso vicentino e del Basso padovano, dove collaborò in particolare con i partigiani di Montagnana.

### Morte
Nelle prime settimane di agosto 1944, mentre riposava nella sua casa in Arcella con la moglie e i figli, Lampioni venne arrestato dai repubblichini e condotto al carcere dei Paolotti. Il 17 agosto, Lampioni venne prelevato dalle carceri e impiccato in centro a Padova, ad una forca eretta in via Santa Lucia, assieme a Flavio Busonera ed Ettore Calderoni. Dopo la sua morte e quella dei suoi compagni, le autorità repubblichine fecero passare le esecuzioni come una rappresaglia per l'uccisione di un colonnello fascista attribuita ai gappisti padovani. In realtà il colonnello fascista fu assassinato per questioni personali da dei sicari assoldati da un sergente della Wehrmacht che di lì a poco sarebbe stato arrestato per l'omicidio.

## Riconoscimenti
Dopo la sua morte, a Clemente Lampioni fu dedicata la Brigata "Pino" sull'Altopiano di Asiago. 
Inoltre sia il Comando della Brigata "Stella" il 16 agosto 1945, sia un comitato composto da esponenti provinciali e regionali dell'Associazione Nazionale Partigiani d'Italia e dai famigliari di Lampioni, richiesero, questi ultimi anche tramite un pamphlet pubblicato nel gennaio del 2000, che venisse conferita al partigiano la Medaglia al Valor Militare per la sua importanza nella storia resistenziale del vicentino e del Basso padovano. L'onorificenza non fu conferita.
A Cadoneghe è presente una via a lui dedicata.